# Cristino Seriche Malabo Bioko
Cristino Seriche Malabo Bioko (* 1940?; † 11. Juni 2024) war von 1982 bis 1992 Premierminister von Äquatorialguinea.

## Politische Laufbahn
Er gehörte zur Minderheit der Bubi, die vor allem auf der Insel Bioko leben. Wie der spätere Präsident Teodoro Obiang Nguema Mbasogo besuchte er bis 1964 die Militärakademie von Saragossa. 1979 war er am Putsch Obiang Nguemas gegen dessen Onkel Francisco Macías Nguema beteiligt.
Nach Einführung des mit der Unabhängigkeit 1968 abgeschafften Amtes des Premierministers im Rahmen einer neuen Verfassung übernahm er am 14. April 1982 diese Position unter dem Präsidenten Obiang Nguema. Zuvor war er Minister für Öffentliche Arbeiten, Städtebau und Verkehr. Da die Macht in den Händen des Präsidenten lag, war sein Einfluss begrenzt. Nach Gründung der Einheitspartei Partido Democrático de Guinea Ecuatorial (PDGE) durch den Präsidenten 1987 trat er dieser wie alle Politiker des Landes bei. Seine Amtszeit endete am 4. März 1992.
Ende 2004 gründete er die Oppositionspartei VDDC, die die Ablösung Obiang Nguemas anstrebt.